# Gare de Kibukawa
La gare de Kibukawa (貴生川駅, Kibukawa-eki) est une gare ferroviaire de la ville de Kōka, dans la préfecture de Shiga, au Japon. La gare est exploitée conjointement par la JR West, ainsi que par les compagnies privées Ohmi Railway et Shigaraki Kohgen Railway.

## Situation ferroviaire
La gare de Kibukawa est située au point kilométrique (PK) 15,3 de la ligne Kusatsu. Elle marque le début de la ligne Shigaraki et la fin de la ligne principale Ohmi Railway.

## Historique
La gare de Kibukawa a été inaugurée le 28 décembre 1900.

## Service des voyageurs

### Accueil
La gare dispose d'un bâtiment voyageurs, avec guichets, ouvert tous les jours.

### Desserte

#### JR West
- Ligne Kusatsu : 
  - voies 1 et 3 : direction Tsuge ou Kusatsu et Kyoto

#### Shigaraki Kohgen Railway
- Ligne Shigaraki : 
  - direction Shigaraki

#### Ohmi Railway
- Ligne principale Ohmi Railway :
  - voies 1 et 2 : direction Yōkaichi et Maibara